# Басарів
Басарів, Бсаровий — потік в Україні у Львівському районі Львівської області. Правий доплив річки Суходілки (басейн Дністра).

## Опис
Довжина балки приблизно 7,80 км, найкоротша відстань між витоком і гирлом — 7,19  км, коефіцієнт звивистості річки — 1,08 . Формується багатьма безіменними струмками.

## Розташування
Бере початок на східних схилах гори безіменної (398,4 м) і листяному лісі. Тече переважно на південний схід понад горою Високою (400,7 м) та через урочище Басарів і у приліску села Суходіл впадає у річку Суходілку, праву притоку річки Давидівки.